# Plastic Hearts
Plastic Hearts —en español: Corazones de plástico— es el séptimo álbum de estudio de la cantante estadounidense Miley Cyrus. Fue lanzando el 27 de noviembre de 2020 a través de RCA Records. Cyrus comenzó a trabajar en el álbum poco antes del lanzamiento de su sexto álbum de estudio Younger Now (2017). Marca un cambio de dirección respecto de los trabajos anteriores de Cyrus, con un sonido impregnado de rock, pop, synth-pop y glam rock, con influencias country, punk rock, new wave, arena rock, industrial, disco y power pop. La mayor parte del disco fue producido Andrew Watt y Louis Bell, con mayor colaboración de Mark Ronson y Andrew Wyatt. Los artistas invitados son Billy Idol, Joan Jett, Dua Lipa y Stevie Nicks. El álbum estaba originalmente planeado para ser lanzado como una trilogía de extended plays (EPs), uno de los cuales fue lanzado en 2019 (She Is Coming). Sin embargo, el divorcio de Cyrus con Liam Hemsworth, una cirugía en sus cuerdas vocales y la Pandemia de COVID-19 retrasaron el lanzamiento numerosas veces.
Plastic Hearts recibió críticas positivas por parte de los críticos de música. El álbum debutó en el puesto número dos en el Billboard 200 de Estados Unidos. «Midnight Sky» fue lanzado como el sencillo principal de Plastic Hearts el 14 de agosto de 2020, llegando al peak #14 del Billboard Hot 100. «Prisoner» junto a la cantante Dua Lipa se lanzó como el segundo sencillo del álbum el 19 de noviembre de 2020, llegando al puesto #10 en el Billboard Global Excl. US, siendo este el primer top diez en la lista para ambas artistas.

## Antecedentes y producción
| "Younger Now obviamente fue un poco más influenciado por el country, pero todavía me encanta la música pop y me encanta la música que se puede reproducir en el club".—Cyrus sobre su cambio de dirección musical en Younger Now (2017). |

Cyrus se alejó de la cultura hip hop en la que estaba involucrada mientras trabajaba en sus álbumes Bangerz (2013) y Miley Cyrus & Her Dead Petz (2015), y se inclinó más hacia sus "raíces" con los elementos de música country mientras hacía su sexto álbum de estudio Younger Now. El álbum fue lanzado el 29 de septiembre de 2017 con un tibio desempeño crítico y comercial. Recibió una puntuación de media de 58 sobre 100 en Metacritic, y logró debutar en el puesto número cinco del Billboard 200 en los Estados Unidos, con ventas en su primera semana de 33 000 copias puras y 45 000 unidades equivalentes a álbum. Su primer sencillo «Malibu» se convirtió en su noveno top diez en el Billboard Hot 100 de los Estados Unidos, mientras que la pista que da título al álbum alcanzó la posición 79. Cyrus confirmó que no habría más sencillos a solo un mes después de que el álbum fue lanzado y que ella no realizaría una gira para promoverlo.
Dos semanas antes de que se lanzara Younger Now, Cyrus declaró que ella estaba trabajando "sobre [el álbum]" y que "ya tenía dos canciones para el siguiente;" sin embargo, ella después dijo que comenzó a trabajar en el álbum a principios de 2018. Comenzó a colaborar con el DJ británico Mark Ronson en el verano de 2018; lanzaron su primera canción «Nothing Breaks Like a Heart» como el primer sencillo del álbum de Ronson Late Night Feelings (2019) en noviembre, que Cyrus describió como una "buena introducción" y "más pesado" que el disco que venía de ella. Mientras promocionaban «Nothing Breaks Like a Heart», Cyrus y Ronson le dijeron a Matt Wilkinson de Beats 1 que estaban listos en un 80% con sus álbumes, y que el disco de Cyrus tenía como fecha tentativa planeado lanzarlo en junio de 2019. En diciembre, Cyrus reconoció que la dirección musical de Younger Now "no era exactamente el hogar para [ella]" y reconoció que Ronson estaba "[ayudándola] a crear [su] sonido, donde [ella] podría hacer todo lo que [ella quisiera], que es más moderno". Más tarde reveló que estaba colaborando con productores, incluido Mike Will Made It, quien jugó un papel integral en Bangerz y Miley Cyrus & Her Dead Petz, y su nuevo colaborador Andrew Wyatt de Miike Snow.
Surgieron especulaciones de que Cyrus estaba colaborando con Lady Gaga, Shawn Mendes y Drake para su nuevo disco. En febrero de 2019, se informó que Cyrus y Mendes estaban "trabajando duro para dar los toques finales" a su canción, que se lanzará "en las próximas semanas". Cyrus realizó una sesión privada para los ejecutivos de iHeartRadio para que escucharan su nuevo álbum y anunció su finalización en mayo.

## Lanzamiento
Antes de su anuncio oficial, el álbum fue incluido entre los álbumes más esperados de 2019 por los medios de comunicación, incluidos  Spin y Uproxx. Será el tercero de Cyrus lanzado a través de su contrato de grabación con RCA Records, después de Bangerz y Younger Now, ya que Miley Cyrus & Her Dead Petz se lanzó de forma independiente sin afiliación a la discografía. Cyrus eliminó todas las publicaciones de su cuenta de Instagram en julio de 2018 y estuvo ausente en las redes sociales hasta noviembre de 2018, cuando volvió a anunciar su colaboración con Ronson y continuó trabajando en su próximo disco. Cyrus y Ronson le dijeron a Matt Wikinson de Beats 1 que estaban "80% terminados" con sus álbumes y que se proyectada como fecha tentativa del lanzamiento de Cyrus para junio de 2019. La supermodelo polaca Anja Rubik publicó un video de Cyrus cantando a una muestra de su próxima canción «Bad Karma» en camino a la Met Gala el 6 de mayo de 2019.
Cyrus organizó una sesión privada para que los ejecutivos de iHeartRadio escucharan su álbum tras anunciar su finalización en mayo. El 9 de mayo, Cyrus anunció en las redes sociales que lanzaría nueva música el 30 de mayo, y luego declaró que el lanzamiento de su nueva música sería "poco convencional". El 31 de mayo, Cyrus tuiteó que el álbum será titulado She Is Miley Cyrus, y que estaría precedido por tres obras extendidas de seis canciones: She Is Coming el 31 de mayo, She Is Here en el verano y She Is Everything en el otoño. Cyrus describió los tres EP como "diferentes [capítulos] de una trilogía" que juntos forman el álbum completo. Los canciones de cada proyecto debían ser de naturaleza "estacional": ella describió a She Is Coming con "[querer sentirse] ligera y sentir el calor" de principios del verano, She Is Here y She Is Everything serían "más frías y un poco oscuras" ya que el proceso de lanzamiento se extendería hasta el otoño. She Is Here fue inspirada por "el presente en el que [Cyrus] está", mientras que She Is Everything iba más en una dirección de baladas. Ella después explicó que el pronombre "She" —en español: Ella— en el álbum describe su "versión más confiada de ella misma".

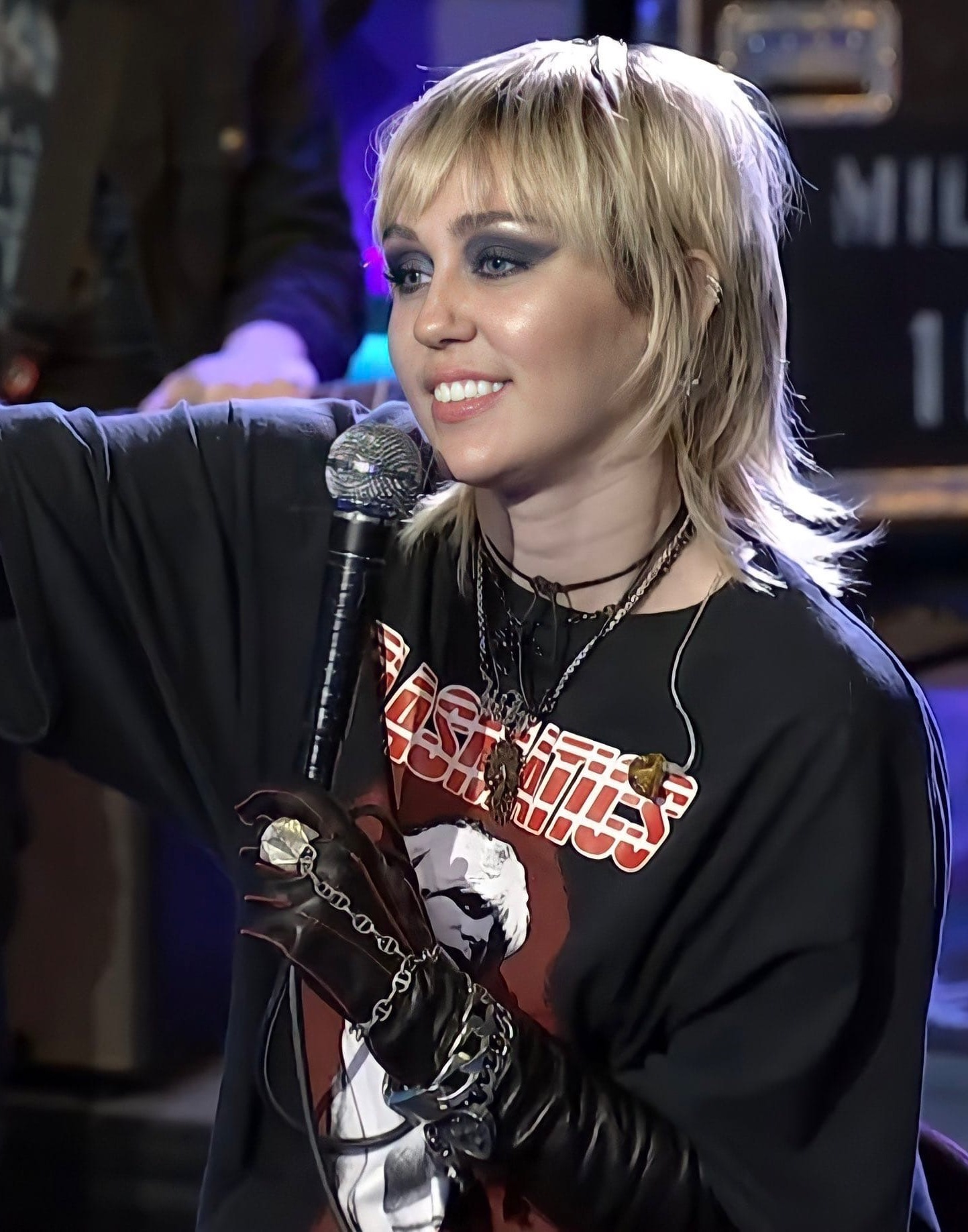
Cyrus en The Howard Stern Show promocionando el álbum en 2020.

Cyrus continuó trabajando en su álbum luego de su divorcio con su esposo Liam Hemsworth en agosto de 2019. El mes siguiente, se reportó que Cyrus estaba indecisa si actualizar el álbum que ya había completado antes del divorcio o si desecharlo por completo. El 20 de octubre, se especuló luego de una transmisión en vivo desde el Instagram de Cyrus que la fecha de lanzamiento del álbum completo estaba programada para su cumpleaños el 23 de noviembre de 2019. El 3 de noviembre, Ronson declaró que sus colaboraciones con Cyrus estaban planeadas tentativamente para ser lanzadas antes de fin de ese año. El 9 de noviembre, se informó que la nueva música de Cyrus y una gira acompañante se retrasarían hasta principios de 2020 como resultado de una cirugía de cuerdas vocales a la que se había sometido a principios de ese mes.
El día de año nuevo de 2020, Cyrus publicó un video de sus momentos destacados de la década pasada y anunciando que «[la] nueva era comienza ahora». Ella dijo que "[ella] se estaba acercando mucho [y estaba] sintiendo la urgencia" durante una entrevista con el DJ Smallzy el 4 de marzo. Ella tuiteó un clip del video musical de su canción «Start All Over» de su álbum Hannah Montana 2: Meet Miley Cyrus con los hashtags "#sheiscoming" y "#butforrealthistime" —en español: "#ellaestállegando" y "#peroestavezesdeverdad"— el 4 de agosto. Con el lanzamiento del sencillo «Midnight Sky» el 14 de agosto, Cyrus confirmó la cancelación de los EPs She Is Here y She Is Everything, citando que «este año ha sido extremadamente inesperado [y] supongo que me sentía como si no tuviera sentido para mí continuar con los dos próximos proyectos». Ella dijo que no tenía planes de lanzar el álbum completo en un futuro cercano porque «cuando escribes un disco, la mayor parte del tiempo, estás escribiendo tus experiencias, y luego, cuando sale el disco, has evolucionado más allá de esa experiencia» mientras que lanzar singles independientes «te permite hablar con tus fans en tiempo real», sin embargo, después se reportó que el álbum sería lanzado en noviembre. El 23 de octubre, Cyrus anunció que el álbum ahora se titularía Plastic Hearts y se lanzaría el 27 de noviembre de 2020; ese mismo día estuvo disponible para ser pre-ordenado.

### Portada
La carátula del álbum Plastic Hearts fue fotografiada por Mick Rock, quien es ampliamente conocido por su trabajo con artistas como Joan Jett y Debbie Harry. Fue la última portada de un álbum tomada por Rock, quien murió en 2021. La portada estándar aplica un filtro rosa a la imagen de Cyrus, mientras que las copias de edición limitada del sitio web de Cyrus presentan variantes en blanco y negro y a todo color. Cyrus aparece en la portada con un mullet rubio, vistiendo una camisa blanca y negra sin mangas de Jean Paul Gaultier con la palabra "censurado" impresa en ella, y adornada con joyas de plata.

## Composición

### Influencias
En términos de influencia musical, Cyrus describió el álbum como "[teniendo] una especie de todo". Más tarde explicó que considera que es "sin género" y un "mosaico de todas las cosas en las que [ella] ha estado antes" Vanity Fair. Comparó su trabajo con Ronson para "rocked, modern Debbie Harry o Joan Jett", mientras que sus respectivas colaboraciones con Mike Will Made It y Wyatt trajeron elementos de hip hop y pop alternativo.
En septiembre de 2020 la cantante citó a la banda de heavy metal Metallica y a la princesa del pop Britney Spears como influencias para el disco.

### Sonido y letra

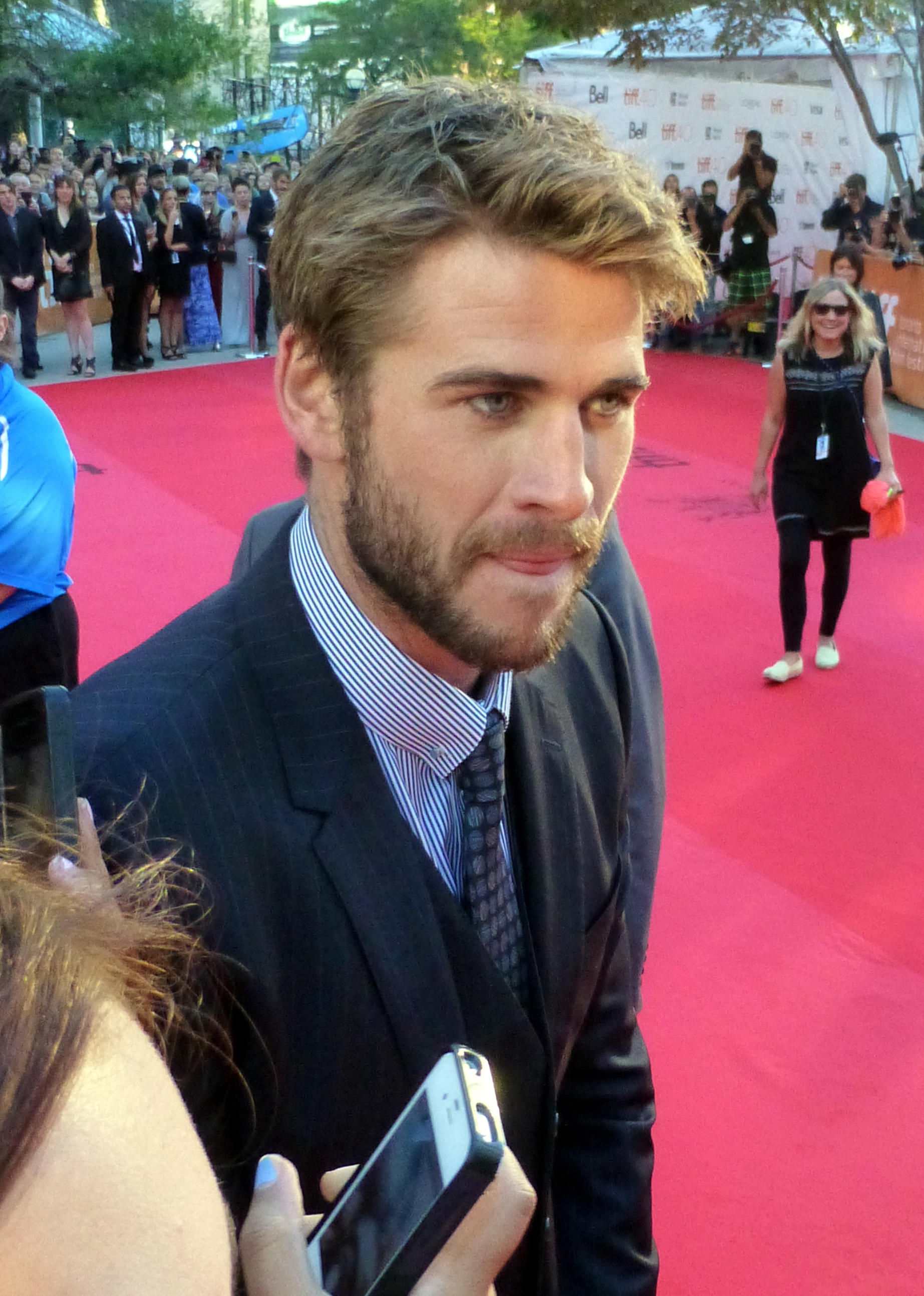
Plastic Hearts fue escrito principalmente sobre el proceso previo al divoricio de Cyrus con Liam Hemsworth (en la imagen).

La canción de apertura de Plastic Hearts, «WTF Do I Know», fue descrita por British Vogue como "un pisotón de rock galopante que recuerda el ritmo stop-start de The Strokes con un toque de glam rock", con la revista People describiendo sus letras como "Cyrus canta sobre la incertidumbre de la vida y es un claro guiño a [Liam] Hemsworth, de 30 años, de quien se separó el año pasado". Cyrus dijo que la canción "no es como me siento cada segundo del día, es como me sentí por un momento". La canción principal «Plastic Hearts» "opta por un agolpamiento con un sabor más orientado al rock, que florece lentamente a partir de una introducción de piano y percusión". British Vogue comparó a «Angels Like You», el tercer tema del álbum, con el sencillo de Cyrus de 2013 «Wrecking Ball», donde "Cyrus se desliza entre una frágil angustia ("Won't call by name, only baby" —en español: No me llamarás por mi nombre, solo bebé—) en los versos, hacia un desafiante rugido en el alto estribillo ("I know that you're wrong for me, gonna wish we never met on the day I leave" —en español: Sé que no eres el indicado para mí, voy a desear que nunca nos conociéramos el día que me vaya—), con Cosmopolitan refiriéndose a la relación de Cyrus en 2019 con Kaitlynn Carter como inspiración lírica de la canción.

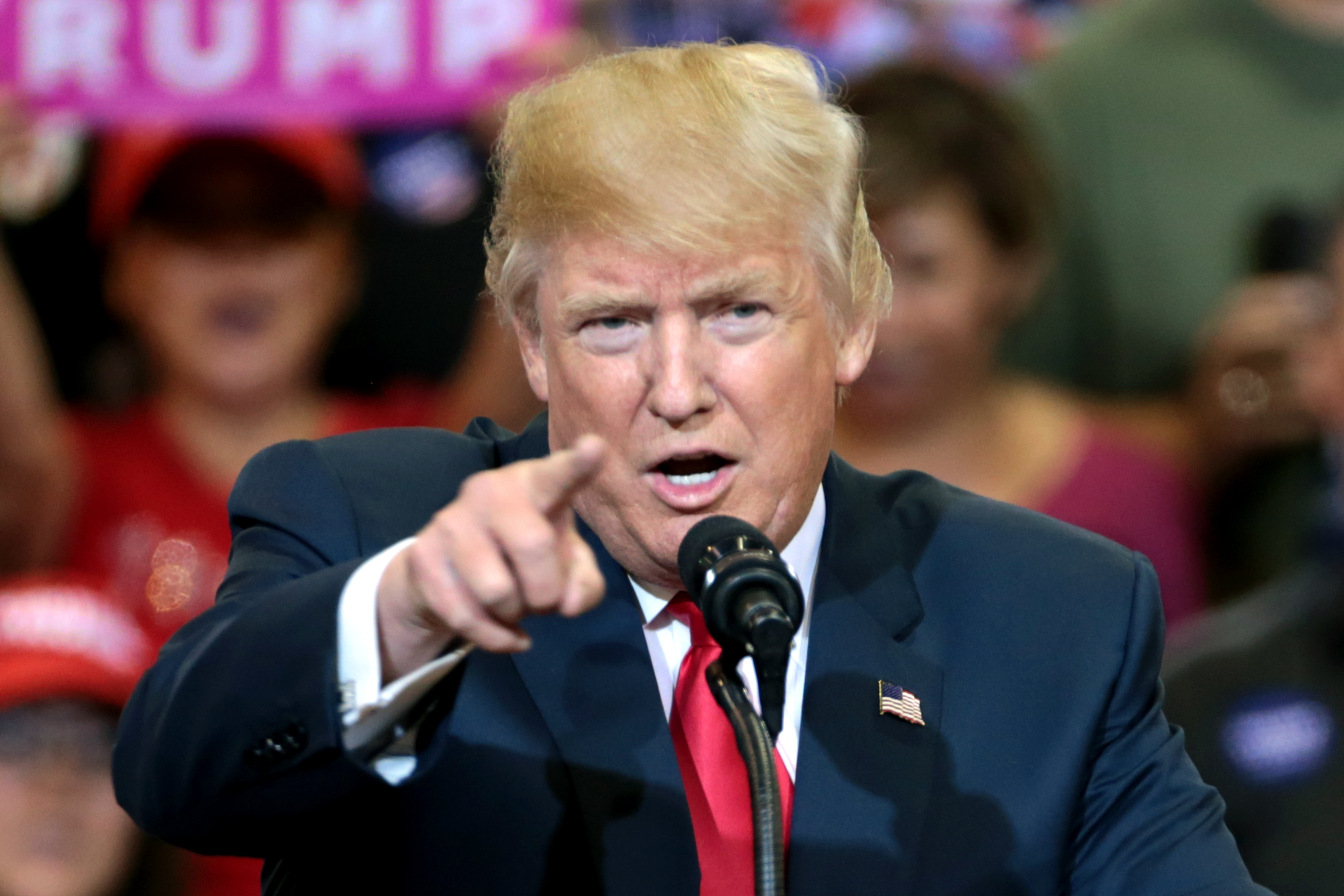
Cyrus en «Golden G String» describió al ex-presidente Donald Trump (en la imagen) y a los hombres poderosos como seres que juegan con la vida del resto de las personas como si estuviesen jugando a los naipes. Sin embargo, Trump en 2013 defendió a la cantante de las críticas recibidas luego de su polémica presentación en los VMAs.

El segundo sencillo «Prisoner» fue descrito por NME como un "himno de dolor del corazón" y "es una glamurosa declaración de independencia". El tema de la independencia se comparte con «Midnight Sky», en el que se dice que Cyrus está "recuperando su narrativa" y teniendo confianza en sí misma. La quinta pista, «Gimme What I Want», muestra influencias de música industrial y reflexiona sobre la elección de la cantante de entregarse a otra persona, pero si ellos no lo quieren, estaría bien sola. La pista recibió muchas comparaciones con Nine Inch Nails. La sexta pista del álbum, «Night Crawling», fue descrita por All Music como "un dúo con Billy Idol que captura la sexualidad exagerada de cuero negro y rojo de sus sencillos más queridos de manera tan convincente que es casi asombrosa".
La octava pista, «High», coproducida por Mark Ronson, es una balada cercana al country que "canaliza el rústico cantarín alrededor del daño barnizado por la fogata de la banda sonora de A Star Is Born". «Hate Me» es una pista agridulce que muestra a Cyrus culpándose por su romance roto. La pista también se ha interpretado como una respuesta a la atención negativa que Cyrus recibe de los medios y una reflexión sobre cómo la prensa que la rodea se volvería positiva de repente si ella muriera.
La décima pista «Bad Karma» cuenta con Joan Jett en la voz y Angel Olsen en la guitarra. Es una pantomima de alto nivel del hard rock de los años 80, en el que Cyrus y Jett intercambian frases ingeniosas en una de las pocas pistas de batería en vivo del disco, con la cantante jugando ligeramente con su propia imagen (I've always picked a giver 'cause I've always been the taker —en español: Siempre elegí un dador porque yo siempre he sido la receptora—). «Never Be Me» se comparó con una balada de la década de 1980 y "sobre un burbujeante pulso de sintetizador, Cyrus expone lo que hará y lo que no hará frente a nuevas relaciones". Entonces, ("If you're looking for faithful, that'll never be me" —en español: si estás buscando fidelidad, esa nunca seré yo—), luego se transforma en un clímax que desgarra el corazón, ("If you think that I'm someone to give up and leave, that'll never be me" —en español: si crees que soy alguien a quien renunciar y abandonar, esa nunca seré yo).
El tema de cierre «Golden G String», clasificado por muchos críticos como el más complejo, según Cyrus, es "un reflejo de Donald Trump como presidente y los hombres que tienen todas las cartas, y no están jugando a la Gin Rummy, ellos determinan tu destino". Coescrito solo con su productor Andrew Wyatt, la pista también muestra a Cyrus reflexionando sobre sus payasadas de mediados de la década de 2010 en líneas como ("I was tryin' to own my power/Still I'm tryin' to work it out/And at least it gives the paper somethin' they can write about" en español: Estaba tratando de ser dueña de mi poder/Aún estoy tratando de hacerlo/Y al menos le di a los periódicos algo sobre lo que pudieran escribir—).

## Sencillos
Plastic Hearts estuvo disponible para ser pre-ordenado el 24 de octubre de 2020, con tres canciones para ser descargadas. Estas eran el sencillo principal «Midnight Sky», los covers en vivo «Heart of Glass» (lanzado originalmente el 29 de septiembre) y «Zombie». «Edge of Midnight (Midnight Sky Remix)», un mash-up de «Midnight Sky» con la canción «Edge of Seventeen» de Stevie Nicks fue publicado como el cuarto prelanzamiento el 6 de noviembre de 2020 y enviado a las radios italianas el 9 de noviembre.
«Prisoner» en colaboración con Dua Lipa fue lanzado como el segundo sencillo oficial del álbum el 19 de noviembre de 2020. El video musical fue publicado el mismo día. Un remix de la canción fue lanzado más adelante.
«Angels Like You» fue lanzado como el tercer y último sencillo del álbum en algunos países. El video musical de la canción fue publicado el 8 de marzo de 2021, fue codirigido por Cyrus y Alana O'Herlihy y contiene imágenes tomadas de la actuación de Cyrus antes del juego del Super Bowl el 7 de febrero de 2021. Sony Music envió la canción a las estaciones de radio de éxitos contemporáneos en Australia el 12 de marzo. La estación de radio británica BBC Radio 1 agregó a «Angels like You» a la 'rotación' el 20 de marzo, y el sello discográfico lo envió a las estaciones de éxitos contemporáneas en Italia el 9 de abril de 2021.

## Promoción

### 2019: ParaShe Is Miley Cyrus

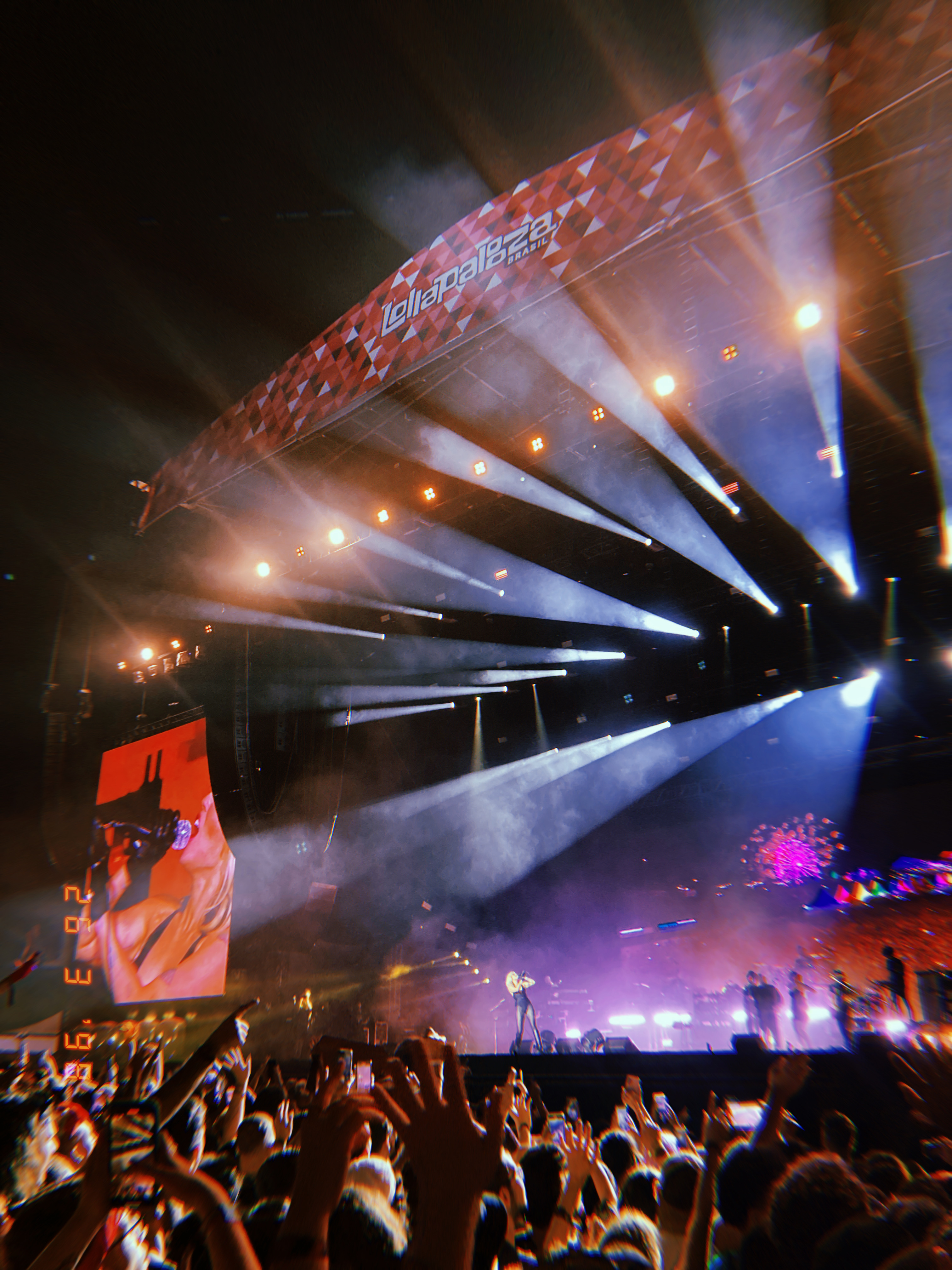
Cyrus en su presentación del Lollapalooza Brasil (2022).

Cyrus lanzó la línea directa 1-833-SHE-IS-MC, que reproducía de manera aleatoria mensajes pregrabados por Cyrus y les pedía a las personas que llamaran que dejen un mensaje, para que coincidiera con el lanzamiento de She Is Coming. El número de teléfono de la línea directa es un diseño en varias piezas de mercadería de su tienda en línea, incluido un condón que se vende por USD $20 que fue particularmente discutido.
Cyrus encabezó varios festivales europeos mientras promocionaba She is Coming en la primavera y el verano de 2019. Ella interpretó por primera vez «Cattitude», «D.R.E.A.M.» y «Mother's Daughter» en el festival BBC Radio 1's Big Weekend en North Yorkshire el 25 de mayo de 2019. Cyrus se presentó luego en el Primavera Sound en Barcelona el 31 de mayo, en el Festival Orange de Varsovia el 1 de junio, en el festival Tinderbox en Odense el 28 de junio, y en el Glastonbury Festival en Somerset el 30 de junio. En los Estados Unidos, estaba programada para actuar en el festival Woodstock 50 en el Estado de Nueva York el 16 de agosto, pero debido a diversas controversias por el lugar donde se realizaría el festival, la venta de entradas, entre otras cosas, Cyrus decidió retirarse del lineup causando la cancelación definitiva del festival.

### 2020–2021: ParaPlastic Hearts
Cyrus interpretó «Angels Like You», «High», «Plastic Hearts» y «Golden G String» para un exclusivo Backyard Sessions lanzado el 27 de noviembre, junto con su álbum en Apple Music. Cyrus interpretó «Plastic Hearts», «Midnight Sky» y «Prisoner» en el primer episodio de la serie de conciertos digitales de Amazon Music Holiday Plays el 1 de diciembre de 2020. La cantante presentó «Golden G String» y «Prisoner» en el Tiny Desk Concert de NPR el 28 de enero de 2021. Cyrus interpretó «Plastic Hearts», «Midnight Sky», «Prisoner», «High», «Angels Like You», «Bad Karma» y «Night Crawling» durante el concierto previo al juego de TikTok Tailgate antes del Super Bowl LV en Tampa, Florida, el 7 de febrero de 2021. Del mismo modo, la cantante promocionó los sencillos en diferentes programas de televisión y radio.

#### Gira por festivales
Para promocionar Plastic Hearts, Cyrus adelantó una gira de conciertos en torno al lanzamiento del álbum. La gira se pospuso debido a la pandemia pero, gracias a las altas tasas de vacunación en los Estados Unidos, Cyrus está programada para encabezar varios festivales de música en el país durante el verano de 2021, incluidos Austin City Limits, Lollapalooza y Music Midtown. Asimismo, fue anunciada la participación de Cyrus como cabeza de cartel en diferentes festivales de Sudamérica, prolongando así la gira, siendo denominada Attention Tour.

## Recepción de la crítica
Plastic Hearts recibió críticas mayoritariamente positivas luego de su lanzamiento. En Metacritic, que asigna una calificación normalizada de 100 a las reseñas de los críticos principales, el álbum tiene una puntuación promedio de 75/100 basada en 22 reseñas, lo que indica "reseñas generalmente favorables".
Katie Tymochenko de Exclaim! describió a Plastic Hearts como "la puerta de entrada de Cyrus al mundo del rock", pero afirmó que "aunque ha demostrado ser un camaleón musical a lo largo de todos los aspectos de su carrera, Cyrus todavía atiende a sus seguidores pop que han estado con ella desde el primer día". El Hunt de NME dijo que Cyrus estaba reflejando a su personaje de Black Mirror Ashley O en su transición de estrella pop adolescente a estrella de rock, y elogió las "tendencias glam rock" de «Prisoner» y la "tendencia subyacente industrial" de «Gimme What I Want». Elly Watson de DIY elogió su nueva dirección musical diciendo: "En general, la séptima era de Miley parece ser la que mejor se adapta a ella". Bella Fleming de The Line of Best Fit también elogió la nueva independencia y pasión de Cyrus, diciendo "con Plastic Hearts, llega un álbum maravilloso sobre la vida como una mujer ferozmente independiente. Cyrus ha encontrado el equilibrio perfecto entre superar sus propios límites musicales y, al mismo tiempo, demostrar que es uno de los nombres más fuertes y valientes en el constante torbellino de celebridades".
Al revisar el álbum para AllMusic, Heather Phares afirmó que el álbum es "apasionado y consciente de sí mismo" y que es "fácilmente la mejor encarnación de la música de Cyrus hasta ahora". Claire Shaffer de Rolling Stone calificó el álbum como una "noche de karaoke que termina siendo algo más sustancial" y señaló que Cyrus "sabe exactamente qué tipo de espectáculo de chaqueta de cuero y botas de combate está presentando aquí, y su abrazo total del rock en su esplendor más grandilocuente, artificial y de hair-metal es refrescante por decir lo menos". En una reseña positiva, Shaad D'Souza de Pitchfork definió a Plastic Hearts como un "disco genuinamente agradable, aunque a veces torpe que evita la incomodidad y los pasos en falso que plagaron sus álbumes anteriores" y dijo que el mayor éxito del álbum es que "por primera vez en mucho tiempo, un disco de Miley Cyrus es primero la música, luego los titulares".

### Listas de fin de año
| Publicación   | Lista                                            | Posición | Ref.    |
| ------------- | ------------------------------------------------ | -------- | ------- |
| Idolator      | Los 70 Mejores Álbumes Pop de 2020               | 21       | [ 92 ]  |
| Metro         | Los Mejores Álbumes de 2020                      | —        | [ 93 ]  |
| NME           | Los Mejores 50 Álbumes de 2020                   | 32       | [ 94 ]  |
| NYLON         | Top Álbumes de 2020                              | —        | [ 95 ]  |
| People        | Top 10 Álbumes de 2020 por People                | 6        | [ 96 ]  |
| PopBuzz       | Los 20 Mejores Álbumes de 2020                   | 4        | [ 97 ]  |
| Rolling Stone | Los Mejores Álbumes de 2020                      | 23       | [ 98 ]  |
| Rolling Stone | Los Mejores 20 Álbumes de 2020 por Rob Sheffield | 14       | [ 99 ]  |
| Us Weekly     | Los 10 Mejores Álbumes de 2020                   | 10       | [ 100 ] |
| Wonderland    | Los Mejores Álbumes de 2020                      | —        | [ 101 ] |

## Recepción comercial
En los Estados Unidos, las copias físicas de Plastic Hearts no estaban disponibles en la fecha de lanzamiento debido a las limitaciones de stock de música física de los principales minoristas en anticipación al Black Friday, en el que cayó la fecha de lanzamiento. Cyrus declaró que ella y su equipo no fueron informados de estas interrupciones esperadas de distribución al seleccionar "la fecha sugerida [27 de noviembre]" de lanzamiento y estaba "igual/si no más frustrada" que sus fanes. No obstante, el álbum debutó en el número dos del Billboard 200 de los Estados Unidos con 66 000 unidades equivalentes a álbumes, lo que lo convierte en su noveno lanzamiento en la lista en lograr el top 5 y su lanzamiento más alto desde Bangerz en 2013. Durante su segunda semana de lanzamiento, Plastic Hearts cayó al número 12 con ventas de 37 500 copias, y cayó al número 20 en su tercera semana después de vender 31 000 unidades. Además, el álbum se convirtió en la primera entrada de Cyrus y debutando en la cima de la lista Billboard Top Rock Albums, con siete de sus canciones ingresando a la lista Hot Rock & Alternative Songs.
Plastic Hearts debutó en el número cuatro en la lista de álbumes del Reino Unido, con ventas de 15 318 unidades. En Canadá, el álbum debutó en la cima de la lista de álbumes canadienses, lo que lo convierte en su tercer álbum número uno y el noveno entre los diez primeros en la lista.

## Impacto

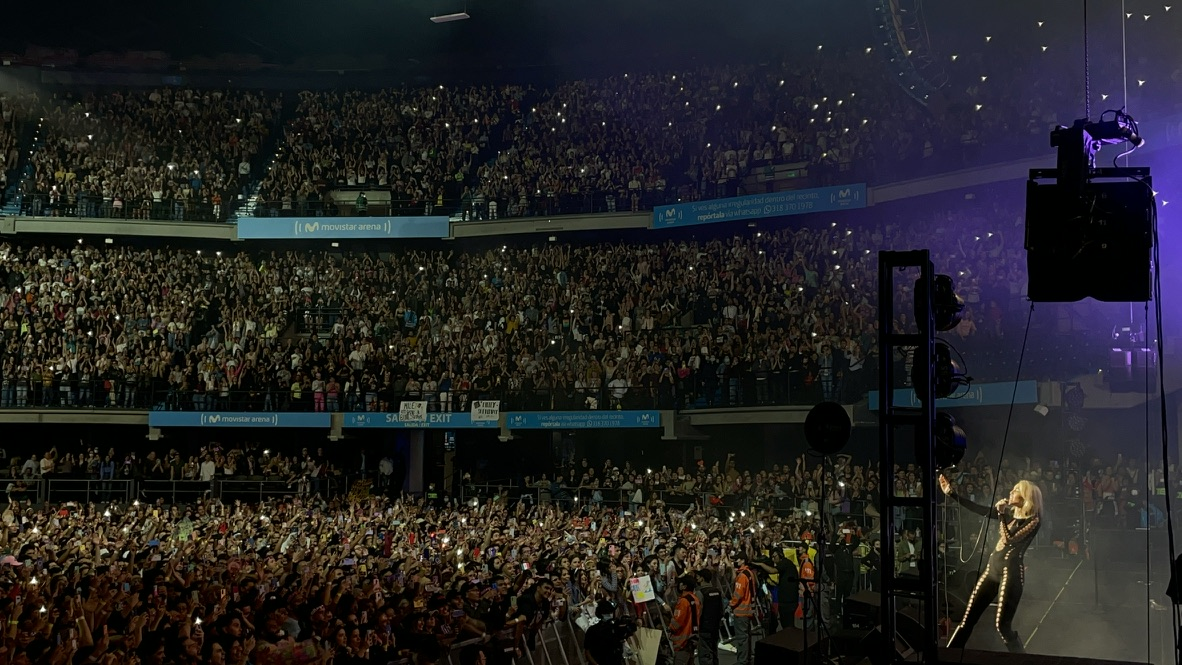
Cyrus durante el Attention Tour en Bogotá.

Con Plastic Hearts, Cyrus fue señalada como una de los mejores artistas que lideraron el resurgimiento comercial de la música rock en 2020-2021. El periódico independiente estadounidense The Diamondback señaló a Cyrus junto con Post Malone como los principales artistas actuales que "ayudaron a cambiar la marca del rock", afirmando que "muy bien podría convertirse en el rostro femenino de un renacimiento del rock". Consequence Of Sound citó a Plastic Hearts como un "gran pivote para el rock en el mundo del pop" junto con I Disagree de Poppy. En 2020, cerca del lanzamiento del álbum, la revista de rock británica Kerrang! publicó un artículo titulado "¿El pop se está convirtiendo en metal?" en el que afirmaron: "Miley Cyrus yendo al rock traerá legiones de nuevos fans a nuestra escena". Un año después, la mencionada revista citó a Cyrus como uno de los nombres que "ofrecen esperanza de que la música rock está volviendo, lenta pero seguramente, al centro de la cultura popular".
MTV señaló a Plastic Hearts como uno de los principales responsables del regreso de la nostalgia en la cultura pop y agregó que con el disco, Cyrus "se reinventó por completo como un ícono del glam-rock, sumergiéndose en el pasado mientras se abría camino en la esfera pop-rock". Tras su lanzamiento, The New York Times escribió que con Plastic Hearts "la música rock ha encontrado a su embajador millennial más serio y de alto perfil", y agregó: "Tal vez el rock no está muerto, solo está en las capaces manos de Miley Cyrus".

## Listado de canciones
- Edición estándar

| Plastic Hearts |                                       | |                                                 |          |  |
| N.º            | Título                                | Escritor(es)                                                                                                 | Productor(es)                                   | Duración |  |
| 1.             | «WTF Do I Know»                       | Miley Cyrus Ryan Tedder Ali Tamposi Andrew Wotman Louis Bell                                                 | Andrew Watt Bell                                | 2:51     |  |
| 2.             | «Plastic Hearts»                      | Cyrus Tedder Tamposi Wotman Bell                                                                             | Watt Bell                                       | 3:25     |  |
| 3.             | «Angels Like You»                     | Cyrus Tedder Tamposi Wotman Bell                                                                             | Watt Bell                                       | 3:16     |  |
| 4.             | «Prisoner» (junto a Dua Lipa)         | Cyrus Dua Lipa Tamposi Michael Pollack Wotman Stefan Johnson Jordan K. Johnson Marcus Lomax Jonathan Bellion | Watt The Monsters & Strangerz Bellion [ a ]     | 2:49     |  |
| 5.             | «Gimme What I Want»                   | Cyrus Majid Al-Maskati Tamposi Wotman Bell                                                                   | Watt Bell                                       | 2:31     |  |
| 6.             | «Night Crawling» (junto a Billy Idol) | Cyrus Billy Idol Tedder Pollack Tamposi Wotman Nathan Perez Taylor Hawkins                                   | Watt Happy Perez                                | 3:09     |  |
| 7.             | «Midnight Sky»                        | Cyrus Ilsey Juber Bellion Tamposi Wotman Bell                                                                | Watt Bell                                       | 3:43     |  |
| 8.             | «High»                                | Cyrus Jennifer Decilveo Caitlyn Smith                                                                        | Mark Ronson Take a Daytrip Andrew Wyatt         | 3:16     |  |
| 9.             | «Hate Me»                             | Cyrus Tamposi Wotmann Bell                                                                                   | Watt Bell                                       | 2:37     |  |
| 10.            | «Bad Karma» (junto a Joan Jett)       | Cyrus Juber                                                                                                  | Ronson Kenny Laguna [ a ] Picard Brothers [ a ] | 3:08     |  |
| 11.            | «Never Be Me»                         | Cyrus Juber Ronson                                                                                           | Ronson Brandon Bost [ a ]                       | 3:35     |  |
| 12.            | «Golden G String»                     | Cyrus Andrew Wyatt                                                                                           | Wyatt Emile Haynie                              | 3:55     |  |
| 38:15          |                                       | |                                                 |          |  |

- Edición especial

| Plastic Hearts — Edición digital y de vinilo |                                                                |                                                         |               |          |  |
| N.º                                          | Título                                                         | Escritor(es)                                            | Productor(es) | Duración |  |
| 13.                                          | «Edge of Midnight (Midnight Sky Remix)» (junto a Stevie Nicks) | Cyrus Stephanie Nicks Tamposi Juber Bellion Wotman Bell | Watt Bell     | 3:40     |  |
| 14.                                          | «Heart Of Glass» (Live from the iHeart Festival)               | Chris Stein Debbie Harry                                | Stacey Jones  | 3:33     |  |
| 15.                                          | «Zombie» (Live from the NIVA Save Our Stages Festival)         | Dolores O'Riordan                                       | Jones         | 4:50     |  |
| 50:18                                        |                                                                |                                                         |               |          |  |

| Plastic Hearts — Edición Backyard Sessions de Apple Music |                                       |               |          |  |
| N.º                                                       | Título                                | Productor(es) | Duración |  |
| 16.                                                       | «High» (Backyard Sessions)            | Ronson        | 3:18     |  |
| 17.                                                       | «Plastic Hearts» (Backyard Sessions)  | Watt Bell     | 3:22     |  |
| 18.                                                       | «Golden G String» (Backyard Sessions) | Wyatt         | 3:53     |  |
| 19.                                                       | «Angels Like You» (Backyard Sessions) | Watt Bell     | 3:17     |  |
| 64:08                                                     |                                       |               |          |  |

| Plastic Hearts — Edición japonesa |                                                     |                                                 |          |  |
| N.º                               | Título                                              | Escritor(es)                                    | Duración |  |
| 16.                               | «Who Owns My Heart» (Live from the iHeart Festival) | Cyrus Antonina Armato Tim James Devrim Karaoglu | 4:16     |  |
| 54:37                             |                                                     |                                                 |          |  |

Notas
1. 1 2 3 4  Denota productor adicional.

- «Prisoner» contiene una interpolación de «Physical» de Olivia Newton-John.

## Listas de popularidad
| Lista (2020-2021)                       | Posiciones en Listas |
| --------------------------------------- | -------------------- |
| Alemania (Offizielle Top 100)           | 15                   |
| Argentina (CAPIF)                       | 8                    |
| Australia (ARIA)                        | 3                    |
| Austria (Ö3 Austria)                    | 8                    |
| Bélgica (Ultratop Flandes)              | 7                    |
| Bélgica (Ultratop Valonia)              | 19                   |
| Canadá (Billboard Canadian Albums)      | 1                    |
| Dinamarca (Hitlisten)                   | 16                   |
| Escocia (Scottish Albums Chart)         | 16                   |
| España (PROMUSICAE)                     | 4                    |
| Estados Unidos (Billboard 200)          | 2                    |
| Estados Unidos (Top Rock Albums)        | 1                    |
| Estados Unidos (Billboard Vinyl Albums) | 1                    |
| Finlandia (Suomen virallinen lista)     | 7                    |
| Francia (SNEP)                          | 42                   |
| Hungría (MAHASZ)                        | 35                   |
| Irlanda (IRMA)                          | 3                    |
| Italia (FIMI)                           | 9                    |
| Lituania (AGATA)                        | 3                    |
| Nueva Zelanda (RMNZ)                    | 2                    |
| Noruega (VG‑lista)                      | 5                    |
| Países Bajos (Album Top 100)            | 9                    |
| Polonia (ZPAV)                          | 11                   |
| Portugal (AFP)                          | 9                    |
| Reino Unido (UK Albums Chart)           | 4                    |
| República Checa (ČNS IFPI)              | 14                   |
| Suecia (Sverigetopplistan)              | 12                   |
| Suiza (Schweizer Hitparade)             | 4                    |
| Taiwán (Five Music)                     | 1                    |

| País (Lista 2020)   | Mejor Posición |
| ------------------- | -------------- |
| España (PROMUSICAE) | 94             |

| País (Lista 2021)                          | Mejor Posición |
| ------------------------------------------ | -------------- |
| Australia (ARIA)                           | 61             |
| Bélgica (Ultratop Flanders)                | 108            |
| Dinamarca (Hitlisten)                      | 77             |
| España (PROMUSICAE)                        | 72             |
| Estados Unidos (Billboard 200)             | 104            |
| Estados Unidos (Billboard Top Rock Albums) | 12             |
| Nueva Zelanda (RMNZ)                       | 38             |
| Países Bajos (Album Top 100)               | 76             |
| Reino Unido (OCC)                          | 99             |
| Suecia (Sverigetopplistan)                 | 71             |

## Certificaciones
| País          | Organismo certificador | Certificación | Ventas certificadas | Ref.    |
| ------------- | ---------------------- | ------------- | ------------------- | ------- |
| Australia     | ARIA                   | Oro           | 35 000              | [ 156 ] |
| Brasil        | ABPD                   | 3× Platino    | 120 000             | [ 157 ] |
| Dinamarca     | IFPI Dinamarca         | Platino       | 20 000              | [ 158 ] |
| España        | PROMUSICAE             | Oro           | 20 000              | [ 159 ] |
| Francia       | SNEP                   | Oro           | 50 000              | [ 160 ] |
| Italia        | FIMI                   | Oro           | 25 000              | [ 161 ] |
| Noruega       | IFPI Noruega           | Oro           | 15 000              | [ 162 ] |
| Nueva Zelanda | RMNZ                   | Platino       | 15 000              | [ 163 ] |
| Polonia       | ZPAV                   | 2× Platino    | 40 000              | [ 164 ] |
| Suiza         | IFPI Suiza             | Oro           | 10 000              | [ 165 ] |
| Reino Unido   | BPI                    | Oro           | 100 000             | [ 166 ] |

## Premios y nominaciones
Aparte de los reconocimientos dados por diversas revistas, periódicos y medios de comunicación, Plastic Hearts recibió variadas nominaciones en ceremonias de premiación, así como también sus sencillos. A continuación se muestra un listado de las candidaturas que obtuvo:
| Año  | Premiación                 | Nominado                                         | Categoría                         | Resultado | Ref.            |
| ---- | -------------------------- | ------------------------------------------------ | --------------------------------- | --------- | --------------- |
| 2020 | MTV Video Music Awards     | «Midnight Sky»                                   | Canción del verano                | Nominada  | [ 167 ]         |
| 2020 | WOWIE Awards               | «Midnight Sky»                                   | Video musical excepcional         | Nominada  | [ 168 ]         |
| 2021 | iHeartRadio Music Awards   | «Heart Of Glass (Live from the iHeart Festival)» | Mejor cover                       | Nominada  | [ 169 ]         |
| 2021 | Billboard Music Awards     | Plastic Hearts                                   | Mejor álbum rock                  | Nominada  | [ 170 ]         |
| 2021 | MTV Video Music Awards     | «Prisoner»                                       | Mejor colaboración                | Nominada  | [ 171 ] [ 172 ] |
| 2021 | MTV Video Music Awards     | «Prisoner»                                       | Mejor edición                     | Nominada  | [ 171 ] [ 172 ] |
| 2021 | MTV MIAW Awards Brasil     | «Prisoner»                                       | Mejor colaboración                | Nominada  | [ 173 ]         |
| 2021 | MTV MIAW Awards Brasil     | «Prisoner»                                       | Hit Global                        | Nominada  | [ 173 ]         |
| 2021 | MTV MIAW Awards Brasil     | «Midnight Sky»                                   | Hit Global                        | Nominada  | [ 173 ]         |
| 2021 | Hungary Music Daily Awards | «Prisoner»                                       | Mejor colaboración                | Nominada  | [ 174 ]         |
| 2021 | Hungary Music Daily Awards | Plastic Hearts                                   | Mejor álbum                       | Nominada  | [ 174 ]         |
| 2022 | Gold Derby Music Awards    | Plastic Hearts                                   | Álbum del año                     | Nominada  | [ 175 ]         |
| 2022 | Gold Derby Music Awards    | Plastic Hearts                                   | Mejor álbum de rock/alternativo   | Ganadora  | [ 175 ]         |
| 2022 | Gold Derby Music Awards    | «WTF Do I Know»                                  | Mejor canción de rock/alternativo | Nominada  | [ 175 ]         |

## Historial de lanzamiento
| País   | Fecha                   | Formato                          | Discográfica | Ref.            |
| ------ | ----------------------- | -------------------------------- | ------------ | --------------- |
| Varios | 27 de noviembre de 2020 | CD, descarga digital y streaming | RCA Records  | [ 114 ] [ 176 ] |
| Japón  | 16 de diciembre de 2020 | CD                               | Sony Music   | [ 177 ] [ 116 ] |
| Varios | 9 de julio de 2021      | Vinilo                           | RCA Records  | [ 178 ]         |